# 楽天ad4U
楽天ad4U（らくてんアドフォーユー）は、楽天とドリコムの両社が資本・業務提携のもとで2008年6月に営業活動を開始した行動ターゲティング広告システム。

## 解説
人々のウェブサイト閲覧履歴や検索語句を参照することで、ユーザー興味や関心を15のジャンルに分類して、それに合致した広告を自動的に掲載する というもので、HTTP cookieもアドネットワークも使わずに世界中のウェブサイトの閲覧履歴を参照できるという。同年7月にはライブドアからも「livedoor ad4U」として同様のシステムが提供された。
2008年6月の発表当初、世界中のウェブサイトの閲覧履歴がどうして参照できるのかという疑問が投げかけられた が、同年10月に、ウェブブラウザーの欠陥を突いて利用者の閲覧履歴を参照するものであることが暴露され ると、業界関係者の間からも非難の声があがった。
その後、2009年4月以降、楽天ad4Uは、「Firefoxでは該当機能の改修が検討されており、将来的に利用出来なくなる可能性があるため」として、対象ブラウザーからFirefoxを除外した。
2009年8月には、総務省の研究会でad4Uが取りあげられたことを産経新聞が「楽天がパソコンから検索履歴を収集 個人情報を無断利用?」と報じた ことから、再び非難の声が相次いだ

。

## 経緯
2006年2月、ブログ関連企業として東証マザーズに株式上場したドリコム社は、当初振興市場の代表銘柄として注目を集め株価が高騰したが、2007年には赤字に転落、2008年2月には上場直後の42分の1まで株価が低迷した。そんな中、2008年3月21日、楽天がドリコム株の20.02%を保有して持分法適用会社とすることを発表すると、ドリコム株はストップ高まで買われて再建が期待された。再建のための成長の柱とされたのが、1年半かけて開発していたad4Uであり、ドリコムは楽天との提携によりad4Uの商品化にこぎつけた。

### 実現手法の解明
2008年6月の発表当初、世界中のウェブサイトの閲覧履歴がどうして参照できるのかという疑問が投げかけられた。従来の行動ターゲティング広告では、アドネットワークと呼ばれる同じ広告システムを採用した多数のウェブサイトで、自動的に発行される第三者cookieを用いることで、同じ人がどこのサイトを訪れているかを調べる方法が一般的である。それに対しad4Uは、cookieを使用していないとされ、アドネットワークにも依存しないとされていることから、その実現方法について疑問視されていた。しかし、楽天とドリコムは特許出願中であることを理由に、どのような方法でそれを実現しているのかについてコメントを避けていた。
この疑問が、2008年10月にNIKKEI NETの記事で解明された。楽天ad4Uは、Adobe Flash オブジェクトの中に数千個のURLへのリンクを埋め込み、それぞれのURLを訪れた形跡があるか否かによって、ユーザーのアクセス動向を調べる。このようなことができるのは、ウェブブラウザーがURLへのリンクを表示する際に、訪問済みのURLと未訪問のURLとで異なる色で表示することについて、そのどちらの状態であるか、Cascading Style Sheets（CSS）をJavaScriptによって参照することで判別できるためである。
このようなリンク先の訪問の有無の判別ができてしまうことは、それ自体がユーザーのプライバシーを損ねるものであり、例えば、自作のウェブサイトに知人のアクセスを誘って、その知人が特定のアダルトサイトを訪れたことがあるか否かを調べることができてしまう。CSSのこのような問題は古くから知られており、オープンソースのウェブブラウザーであるFirefoxでは、2002年5月の時点で「Bug 147777」としてBugzillaに登録され、解決方法について長らく公開の場で議論されていた問題であった。なお、2010年3月に正式公開されたFirefox4ではこのような手法は一切利用できなくなっている。
ただし、楽天ad4Uでは、用意されたリンク先のそれぞれの閲覧の有無の情報をサーバーに送信することはなく、ウェブブラウザー上で訪問済みのリンクを集計して、広告分野を示すカテゴリー番号に変換し、サーバーにはそのカテゴリー番号だけを送信する方式になっており、cookieを使ったユーザー識別もしないため、従来の第三者cookieとアドネットワークを組み合わせた行動ターゲティング広告で指摘されてきたようなプライバシー上の問題はないとされている。

### 問題点
楽天ad4Uが、直接にはプライバシー上の問題を引き起こさないよう配慮されたシステムなのだとしても、長期的な観点から問題があると指摘されている。もし楽天ad4Uのような広告システムが十分に広く普及してしまうと、問題解決に向けて議論されてきた「Bug 147777」のバグが、既存のビジネスを阻害するとの理由によって修正できなくなってしまうかもしれない。それによって、ユーザーのプライバシーリスクが残り続けるという間接的な問題を引き起こす。
また、このバグについてブラウザーベンダーが脆弱性として修正に取り組んでいるのだとすれば、そのようなブラウザーの欠陥を突いて、本来秘匿されるべき情報を参照することが、法的にあるいは倫理的に許されることだとするなら、同様に、バッファオーバーフロー脆弱性等を突いてユーザーのパソコンに侵入してファイルの有無などを調べるマルウェアも法的、倫理的に許されることになってしまうことから、演繹的にad4Uも倫理的に許されないものではないかとする意見がある。

### 反動
隠されていた楽天ad4Uの実態が明らかにされると、業界関係者からも非難の声があがった。検索エンジンマーケティングの話題を扱うブログ「SEM酒場」は、2008年10月26日のエントリーで、楽天ad4Uが広告業界関係者の間でも「大丈夫なのか」と心配されていたことを明らかにし、このような手段で広告が配信されることを消費者が知れば広告に対して嫌悪感を持たれかねず、広告関係各社の苦心が土足で踏み荒らされたと苦言を呈し、通常の行動ターゲティング広告とは区別して、ad4Uは「行動スキミング広告」と名乗ってほしいと述べている。
一方、このような批判の中、ドリコム社の元社員を名乗る人物のブログでは、「華麗にスルーでいいでしょう」、「法律の結論が出るまでがドリコムエンジニアの腕の見せ所」、「まぁここまでいやがられてるなら、個人的には、ガンガンいこうぜ 」と述べている。
また、楽天ad4Uのオプトアウト方式に問題があるとの指摘も出た。2008年12月12日のxenoma日記によると、楽天ad4Uのオプトアウトを申し込むページでオプトアウトボタンを押すと、オプトアウトしたブラウザーであることを示すcookieが発行されるが、そのcookieの有効期限が1年に設定されているため、1年が経過するとオプトアウトが解除されてしまうという。そのため、継続してオプトアウトを続けるには、毎年、ボタンを押すためにこのページを訪れなければならないという。さらに、livedoor版のad4Uでは、このオプトアウト用cookieの有効期限が1か月とさらに短く設定され、事実上オプトアウトとして機能していないことが指摘された
。その後、livedoor版ad4Uでは、この期限が1年に変更されたという。
朝日新聞は、2008年11月20日の夕刊で、楽天ad4Uを中立的な立場で紹介し、楽天の「プライバシー保護には最大限の配慮をしており、個人情報や閲覧履歴を取得してはいない」というコメントを掲載、楽天が機能をオフにすることもできると説明していると伝えた。また、この時点でもドリコムが「特許出願中なので答えられない」という姿勢を貫いていることを伝えている。
産経新聞は、2009年8月21日の朝刊で、楽天ad4Uに「問題視する声が強まっている」とする批判的な記事を掲載した。行動ターゲティング広告は「自社のサイト内だけのアクセス情報を収集するのが一般的だ」とした上で、楽天ad4Uが総務省の研究会で取り上げられたこと、「情報を無断で収集する行為だ」という消費者団体の声、「社会的なルールに反する」という総務省消費者行政課のコメントを掲載し、「利用者の反発を招くサービスは広告価値を下げるだけ」という大手ネット広告会社のコメントを伝えた。

### ブラウザーベンダーによる対策と今後
Firefoxの開発者コミュニティーでは、「Bug 147777」について長年その解決策を議論していた。解決策がすぐには決まらないのは、リンクが訪問済みか否かをCSS経由で取得できなくすることは、CSSについての従来からの互換性を損ねるためであった。
しかし、2010年3月31日、Mozilla Security Blog が、このバグの解決方法が決定したことを伝えた。この知らせは、この問題に特に関心の高い日本向けに日本語訳 され、4月1日にMozilla Japanの吉野公平がブログでこれを「これはエイプリルフール記事ではありません」として伝えた。技術者向けには、Mozilla CorporationのChristopher Blizzardが、Mozilla Hacks ブログで解説を加え、これも日本語訳が発表されている。
これらによると、採用された対策は、(1)訪問済みリンクを未訪問リンクと区別するのに使用できるスタイルの種類を制限することと、(2)訪問済みと未訪問リンクの表示にかかる時間の違いを最小限にすることと、(3)実際に適用されているスタイルのJavaScriptによる取得を制限することによって解決するのだという。これによって、ごく一部のウェブサイトでは、見た目が少し変わる可能性があるが、「ユーザーのプライバシーを守るために正しいトレードオフ」だという。
Mozilla Security Blogの記事は、この対策方法について、「他のブラウザも後に続いてくれることを期待しています」、「私たちはこれがこの問題に対する最善の解決策であると考えており、他のブラウザも同様の取り組みを行ってもらえれば嬉しく思います」と述べている。
ブラウザーにこの対策が取り入れられた場合、楽天ad4Uは機能しなくなると推定される。しかし、楽天ad4Uは既に2009年4月から「Firefoxでは該当機能の改修が検討されており、将来的に利用出来なくなる可能性があるため」という理由で、対象ブラウザーからFirefoxを除外している。
一方、Appleが中心となって開発されているオープンソースのHTMLレンダリングエンジンであるWebKitも、2009年3月から、WebKit Bugzillaの「Bug 24300」でこの問題に取り組んでおり、2010年4月、Firefoxと同様の方法によるパッチが作成され、WebKitでの採用が決定した。WebKitは、macOS標準のウェブブラウザSafariが搭載しているレンダリングエンジンであり、また、Google社のブラウザーGoogle Chromeが搭載しているレンダリングエンジンでもあることから、今後、SafariとGoogle Chromeにおいて、楽天ad4Uが動作しなくなることが予想される。
2010年6月11日、AppleはSafari 5.0のリリースにおいて、正式にこれを脆弱性バグと認めて修正したことをアナウンスした。2010年6月14日現在、楽天ad4Uの対象ブラウザーにSafariが含まれている ことから、楽天ad4Uは、最新バージョンのブラウザーが修正した既知の脆弱性を突く手法で実現したものということになる。
マイクロソフトのInternet Explorerや、Operaがこの対策に追随することになれば、楽天ad4Uはサービスの中止を余儀なくされると予想される。

### サービス終了
2011年2月、高木浩光は「楽天ad4Uが終了していたことを正式に確認した」と述べた。2010年中には終了していたと見られる。